# 網路口碑
網路口碑之定義：網際網路的出現，使顧客可以透過瀏覽網頁的動作，來收集其他消費者所提供的產品資訊與主題討論，並賦予顧客能力來針對特定主題進行自身經驗、意見與相關知識的分享，形成所謂的電子口碑(electronic word-of-mouth)，又稱為網路口碑(online word-of-mouth)或鼠碑(word-of-mouse, WOM)。
網路口碑動機為消費者在接觸產品或服務接觸後，因滿意或不滿意的經驗或評價，產生向他人散播正、負面口碑的行為。換言之，當消費者有滿意的產品或服務接觸時，則消費者可能會從事正面之網路口碑傳播行為；反之，當消費者有不滿意的產品或服務接觸時，則消費者可能會從事負面口碑傳播行為。隨網際網路普及與傳播科技進步，口碑對消費者購物行為之影響與日俱增，消費模式轉變，消費者從衝動式購物，轉變為購物前傾向在網路探索口碑，避免自己買到不符需求的產品。
網路世界中訊息交流的進行倚賴多樣化的傳播管道，其細分為電子郵件、討論區、電子佈告欄、新聞群組、虛擬社群、聊天室、購物網站…等，而各種管道各有不同的便利程度；另外，可將管道區分為主動搜尋與被動搜尋。網路口碑傳播的形式主要是透過電子郵件(E-mail)、新聞群組(Newsgroups)、電子郵件名單服務(E-mail listservs)、線上論壇(Online forums)、產業入口網站討論區(Industry Portal Discussion Areas)、電子布告欄(Bulletin Boards System)、網路遊戲系統(MUD)、聊天室(chat room)等形式進行資訊的散佈。此種網路溝通方式的獨特處，在於具有多對多、便利性、不受時空限制、匿名等特性。而在社群網站興起後，目前以社群口碑為聲量大宗，並因應發展出社群行銷與社群聆聽概念。
目前網路口碑的研究方向分為三類：
分別是
1.網路口碑的傳撥行為
2.網路口碑的搜尋行為
3.網路口碑如何改變購買決策
往後的研究方向可能有下列趨勢
1.網路口碑的傳撥/搜尋平台(上述1&2，趨向於資管領域)
2.網路口碑的可信度
3.正負面口碑對消費者的影響(上述3)
1. ↑   (PDF).   [2019-11-18]. （原始内容存档 (PDF)于2019-11-26）.
2. ↑  . OpView社群口碑資料庫. 2019-06-13. （原始内容存档于2020-11-23）.